# Повелитель зверей
«Повелитель зверей» (англ. Beast master) — кинофильм режиссёра Дона Коскарелли. Жанр — фэнтези. Произведение создано по мотивам романа Андре Нортон «Повелитель зверей». Фильм получил смешанные оценки критики.

## Сюжет
Действие фильма происходит в сказочном королевстве Арок.
…Злобному и могущественному Маэксу, верховному жрецу бога Ара, было предсказано, что он погибнет от руки нерождённого сына Зеда, короля Арока. Чтобы избежать предначертанной участи, он подсылает одну из трёх своих ведьм-прорицательниц во дворец короля; та убивает королеву и забирает её ещё не родившегося ребёнка. Однако в тот момент, когда ведьма собирается умертвить младенца, случайно оказавшийся поблизости крестьянин, услышав детский плач, спасает беспомощного малыша. Убив ведьму, он уносит найдёныша в свою родную деревню Эмур, даёт ему имя Дар и воспитывает как собственного сына. Единственным напоминанием о происшедшем остаётся странного вида клеймо, которым ведьма успела отметить ладошку ребёнка.
Не ведая о своём происхождении, Дар живёт как обычный деревенский парнишка, отличаясь от сверстников только особым талантом — способностью мысленно разговаривать с животными. Но, когда он становится взрослым, происходит трагическое событие, в корне изменившее всю его жизнь: жестокие кочевники-Джаны нападают на Эмур, сжигают его дотла и истребляют всех его жителей, в том числе и приёмного отца Дара. Чудом уцелевший Дар уходит с пепелища, чтобы разыскать Джанов и отомстить им за гибель близких. В дороге его сопровождают друзья — орёл Ширак, хорьки Кодо и Подо и лев Ру.
Во время странствий Дар встречает рыжеволосую красавицу, храмовую рабыню Кири, и влюбляется в неё, но вскоре им приходится расстаться. Идя по её следам, Дар приходит в Арок. Здесь теперь хозяйничает Маэкс; он лишил трона короля Зеда, ослепил его и посадил в тюрьму, и сам правит городом. Он заставляет жителей отдавать своих детей в жертву богу Ару, угрожая за неповиновение наслать на город орду Джанов. С помощью орла Дар спасает маленькую девочку, обречённую на смерть, и возвращает её родителям. А вскоре после этого он находит новых товарищей — могучего воина Сета и мальчика Тала. Вместе они освобождают Кири из рабства. Затем, вместе с Кири и Талом, Дар пробирается в храм Ара, чтобы спасти отца Тала — короля Зеда, заключённого в подземелье храма. Храм охраняют Стражники Смерти — бесстрашные и беспощадные зомби, однако дерзкая вылазка увенчивается успехом: друзьям удаётся вывести короля из темницы и выбраться из города при содействии Сакко — отца девочки, спасённой орлом.
Освобождённый Зед призывает своих сторонников, которых собрал Сет, немедленно напасть на Арок и с презрением прогоняет прочь Дара, который возражает против этого самоубийственного шага.
На следующий день Сакко передаёт Дару дурные вести — штурм был отбит, а все его друзья (и сам король Зед) захвачены в плен и будут принесены в жертву Ару. Вместе со своими зверями Дар спешит на помощь. Он прорывается на вершину храмовой пирамиды и вырывает свою возлюбленную из рук жрецов. Воодушевлённые его примером горожане штурмуют пирамиду, разгоняя жрецов и охранников. Однако Маэкс успел умертвить Зеда, и теперь королём становится малолетний Тал.
Но ликование горожан оказывается недолгим — получено известие о приближении джанской орды. Дар и его друзья организуют оборону Арока. В ходе жестокой битвы у стен города Дар в поединке убивает вождя Джанов. Окончательно разгромить орду помогают призванные им на помощь Крылатые — могущественное и загадочное племя людей-летучих мышей, с которыми Дар познакомился по дороге в Арок.
После победы над Джанами Дар покидает Арок. Когда он прощается с Сетом, тот видит на его ладони клеймо и открывает Дару тайну его происхождения. Но Повелитель зверей отказывается от своего права на престол в пользу младшего брата, предпочитая власти свободу. Кири тоже уходит из Арока, чтобы больше не расставаться со своим любимым.

## В ролях
- Марк Сингер — Дар, Повелитель зверей
- Таня Робертс — Кири
- Джон Эймос — Сет, начальник королевской стражи
- Рип Торн — Маэкс
- Род Лумис — король Зед
- Джош Милред — Тал, его сын, единокровный брат Дара
- Бен Хаммер — приёмный отец Дара
- Билли Джекоби — Дар в детстве
- Дженет де Мэй, Крисси Келлогг, Дженет Джонс — ведьмы
- Тони Эппер — вождь Джанов
- Рольф Стрейт — Сакко, житель Арока
- Ким Табет — дочь Сакко
- Дэниэл Зормейер — предводитель Крылатых

## Призы и награды
- 1983 — Приз «Золотая антенна» на Международном кинофестивале фантастических фильмов в Авориазе